# Tomás Telegdi
Tomás Telegdi (en húngaro: Telegdi Tamás) (? - 1 de diciembre de 1375) trigésimo octavo arzobispo de Estrigonia, miembro de la nobleza húngara del siglo XIV.

## Biografía
Tomás Telegdis nació como miembro de una de las familias húngaras más influyente de su época, leales al rey Carlos I Roberto de Hungría y a su hijo el posterior rey Luis I de Hungría. Tomás era sobrino de Chanad Telegdi y primo de Nicolás Vásári, ambos arzobispos de Estrigonia.
Tomás fue doctor en derecho eclesiástico y en 1341 fue nombrado canónigo de Estrigonia y el 8 de enero de 1350 gran prepósito  de Nitra. Desde 1358 fue obispo de Csanád, y pronto fue nombrado arzobispo de Kalocsa. En 1367 fue nombrado arzobispo de Estrigonia, así como canciller real, oficio que ocupó hasta 1375. En 1368 envió a frailes franciscanos a Bosnia a que convirtiesen a los herejes, y en 1370 tomó parte en la fundación de la diócesis de Szeret. En 1371 fungió de regente real.
Falleció el 1 de diciembre de 1375.